# Titoceres jaspideus
Titoceres jaspideus là một loài bọ cánh cứng trong họ Cerambycidae.